# Leptomantella fragilis
Leptomantella fragilis es una especie de mantis de la familia Tarachodidae.

## Distribución geográfica
Se encuentra en Sumatra, Java, Borneo, isla de Labuan y las  islas Filipinas.